# Part B: Growing Season
《Part. B Growing Season》은 2009년 12월 11일에 발매된 윤하의 정규 3집의 Part. B 앨범으로 Part. A인 Peace Love & Ice cream의 후속작이다.

## 앨범 구성
- 2009년 4월 발매된 3집 Part. A의 후속작격인 이번 앨범은 지난 세 개의 정규앨범에 비해 발라드 곡의 비중이 대폭 늘어났다. '토이'의 유희열과 가수 화요비 등이 참여하였다. "Say Something"은 작사, "LaLaLa"와 "스물두 번째 길"은 작사, 작곡을 모두 윤하가 담당하는 등 자작곡의 비중도 늘어났다. 지금까지 나온 한국어 정규 앨범 중 작사·작곡 참여가 가장 활발한 앨범이다. 김범수와 함께한 "헤어진 후에야 할 수 있는 것"은 윤하가 다른 가수와 함께 부른 첫 듀엣곡이다.
- 타이틀 곡인 "오늘 헤어졌어요"는 화요비가 작사를 맡았다. 화요비는 자신의 여동생이 작사하기 전 날 연인과 헤어졌던 실제 이야기를 담아 가사로 썼다고 밝혔다.[1]
- "오늘 헤어졌어요", "좋아해" 두 곡은 뮤직비디오 촬영이 이루어졌다. "오늘 헤어졌어요" 뮤직비디오에는 배우 지창욱, 한보배 등이 출연하였다[2]. "좋아해" 뮤직비디오는 영화 걸프렌즈의 장면을 편집해 만들었다.

## 활동
2009년 12월 11일 KBS 뮤직뱅크에서 "오늘 헤어졌어요"로 컴백 무대를 가졌다. 이후 13일에는 도시락, 벅스에서 일간 차트 1위, 한터차트에서 일간 판매량 1위를 기록했고 15일에는 "좋아해"의 뮤직비디오가 도시락에서 4위를 기록했다. 12월 18일 방송된 뮤직뱅크에서는 노래를 부르는 도중 눈물을 글썽이는 듯한 모습을 보여 화제가 되었다. 이에 대해 윤하는 '노래 가사가 자신의 이야기인것 같아 나도 모르게 눈물이 났다'고 말했다.12월 25일에는 첫 단독콘서트인 '윤하의 첫 번째 콘서트: 라이브 공식 22-1'을 멜론악스홀에서 열었다. 2000석 가량의 티켓이 예매 시작 3일만에 매진되는 등 성공적으로 공연을 마쳤다.

그러나 2010년 1월 1일 신종플루 의심 증상으로 입원, 그날 방송 예정이던 뮤직뱅크 출연이 취소되었다. 이후 신종플루가 아닌 폐렴에 후두염이 겹쳐 발병한 것으로 밝혀졌으나 그 주의 음악방송 출연은 모두 취소되었다. 일주일 뒤인 8일 뮤직뱅크에 복귀하였지만 후두염이 완전히 낫지 않은 상태에서 립싱크로 무대를 소화하였고 노래가 끝난 뒤 사과 인사와 함께 눈물을 보이기도 했다. 다음날 쇼! 음악중심에서도 고음 부분만 립싱크 처리를 하는 등 정상적인 활동을 하지 못한 윤하는 결국 3일뒤인 11일 후두염 악화로 재입원, 사실상 모든 앨범 활동을 마감하였다.

## 반응 & 평가
이번 앨범은 전반적으로 좋은 성과를 거두었다. 가온 차트의 앨범 판매 순위는 지난 앨범인 Part. A보다 15계단 상승한 3위를 기록했고 타이틀곡인 "오늘 헤어졌어요"는 발매뒤 4주간 라디오 방송 횟수 1위를 차지하는 등 대중들의 관심도 높았다. 그러나 "오늘 헤어졌어요"가 김현철의 "돌아와줘요"와 곡의 도입과 후렴구가 비슷한다는 이유로 표절 논란이 일기도 했다. 한편 후두염 때문에 뮤직뱅크 무대에서 립싱크 처리를 한 뒤 팬들에게 사과인사를 한 윤하의 모습에 대해 대중문화평론가 배국남은 립싱크 가수들이 급증하는 상황에서 립싱크에 대한 눈물의 사과는 신선한 충격이며 립싱크에 대해 가수와 대중들이 다시 한 번 생각하게 되는 계기가 되었다고 평했다. 이즘의 이대화는 이 앨범을 '과도기'로 규정하며 장르적인 일관성이 떨어지지만 '마니아'적 성격을 뚜렷이 드러내는 앨범이라는 평가를 내렸다.

## 수록곡
| #  | 제목                                                    | 작사              | 작곡                                          | 재생 시간 |
| -- | ------------------------------------------------------- | ----------------- | --------------------------------------------- | --------- |
| 1. | 〈Say Something〉                                       | 윤하              | Colette Trudeau, Davor Vulama                 | 3:21      |
| 2. | 〈오늘 헤어졌어요〉                                     | 화요비            | 이관                                          | 4:21      |
| 3. | 〈좋아해〉                                              | NANA              | Gustav Efraimsson, Vincent Degiorgio, Le Pont | 3:02      |
| 4. | 〈편한가봐〉                                            | 유희열, 양재선    | 유희열                                        | 4:54      |
| 5. | 〈헤어진 후에야 알 수 있는 것〉 (Duet with BSK(김범수)) | NANA              | 이관                                          | 3:47      |
| 6. | 〈LaLaLa〉                                              | 윤하              | 윤하                                          | 3:09      |
| 7. | 〈스물두 번째 길〉                                      | 윤하, 비가 내리면 | 윤하                                          | 3:21      |
| 8. | 〈오늘 헤어졌어요〉 (Inst.)                             |                   |                                               | 4:21      |
| 9. | 〈헤어진 후에야 알 수 있는 것〉 (Inst.)                 |                   |                                               | 3:47      |

## 차트 성적

### 가온 차트
- 앨범 차트 : 3rd Album Part. B - Growing Season - 3위
- 디지털 종합 차트 :

| 곡명                                                  | 최고순위 (종합) |
| ----------------------------------------------------- | --------------- |
| "Say Something"                                       | 105             |
| "오늘 헤어졌어요"                                     | 3               |
| "좋아해"                                              | 85              |
| "편한가봐"                                            | 92              |
| "헤어진 후에야 알 수 있는 것 (Duet with BSK(김범수))" | 72              |
| "LaLaLa"                                              | 112             |
| "스물 두 번째 길"                                     | 131             |